# Inuvik (cràter marcià)
Inuvik és un cràter d'impacte del planeta Mart situat al nord-oest del cràter Lomonóssov i al nord-est d'Escorial, a 78.6° nord i 28.6° oest. L'impacte va causar un clavill de 21 quilòmetres de diàmetre. El nom va ser aprovat en 1988 per la Unió Astronòmica Internacional, fent referència a la ciutat canadenca Inuvik, als Territoris del Nord-oest.